# X (álbum de Chris Brown)
X é o sexto álbum de estúdio do artista norte-americano Chris Brown, com lançado em 16 de setembro de 2014 pela RCA Records, depois de uma série de adiamentos. "Fine China", "Don't Think They Know" com Aaliyah, "Love More" com Nicki Minaj, foram singles lançados em 2013 presentes apenas na versão deluxe do álbum. "Loyal" com Lil Wayne e Tyga e "New Flame" com Usher e Rick Ross foram lançadas como singles para divulgação do disco em 2014, tendo ainda "X" sendo lançada promocionalmente. O disco também conta com as participações de Akon, Brandy, Jhené Aiko, Kendrick Lamar, R.Kelly e Trey Songz. O projeto contou com a produção de Danja, Diplo e Timbaland.
Após o lançamento X recebeu elogios gerais pelo publico e pela critica e vendeu 160 mil cópias na semana de estréia e foi posteriormente indicado ao Grammy Award na categoria de Melhor Álbum Urban/Contemporary
A divulgação de X foi feita através de diversas apresentações realizadas por Brown em programas televisivos, rádio e concertos especiais. "Fine China", "Don't Think They Know" e "Love More" foram apresentadas no BET Awards de 2013, com "Fine China" sendo apresentada no Billboard Music Awards do mesmo ano. "Loyal" foi divulgada no Bet Awards de 2014. Em 2015 Brown deu inicio a turnê Between The Sheets com o cantor Trey Songz por toda a America do Norte.

## Antecedentes
Em 8 de novembro de 2012, em entrevista com a estação de rádio Power 106 em Los Angeles, Brown estreou "Nobody's Perfect" como suposto primeiro single do seu sexto álbum, sob o título de Carpe Diem, previsto para ser lançado em 2013. A música nunca foi lançada e, após concluir sua turnê Carpe Diem no final de 2012, o próximo álbum de estúdio de Brown começou a se desenvolver. A MTV News confirmou o desenvolvimento do álbum, com Brown colaborando com os produtores Timbaland, Danja e Diplo. Em 26 de março de 2013 Brown confirmou o lançamento de X em várias entrevistas e listening sessions. Em entrevista à Ebony Brown falou de assumir uma direção diferente e mudando de seu som infundindo-pop e sexualmente explícito visto no seu último álbum, a um tema mais maduro, emotivo e vulnerável para o disco. Brown explicou o significado do título: 
| “ | "X é o numeral romano para 10. Eu nasci em 5/5/89; 5 mais 5 é 10, e este é meu décimo ano desde que entrei faz 10 anos desde que decidi entrar pra música e X é a 24º letra do alfabeto, e essa será minha idade no lançamento do álbum." | ” |

Ele explicou a ideia do disco: 
| “ | "Eu tentei ficar longe das batidas Euro, e não ir totalmente ao pop. Em vez disso, eu queria ter uma abordagem Quincy Jones. O álbum é uma homenagem às maravilhas de Stevie Wonder, Michael Jackson e Sam Cooke. Eu queria colocar essa essência clássica do R&B e soul com a nova era da música agora. Há uma grande quantidade de instrumentos ao vivo, e muito menos auto-tune. Eu realmente queria demonstrar minha capacidade vocal, criando o clima de mim cantando junto com a banda." | ” |

### Singles
O primeiro single do disco, "Fine China", foi lançado digitalmente em 29 de março de 2013 e enviado para as áreas radiofônicas rhythmic contemporary no dia seguinte, enquanto que nas áreas urban contemporary e contemporary hit radio foi lançado em 9 e 23 de abril. "Fine China" alcançou a 31.ª posição da Billboard Hot 100.
O segundo single, foi "Don't Think They Know" que contou com uma parceria póstuma com a cantora Aaliyah que faleceu em 2001. A canção chegou ao numero 81 da Billboard Hot 100
O terceiro single foi Love More apresentado por Brown e Nicki Minaj no BET Awards de 2013. A canção foi lançada algumas semanas depois chegando ao numero 23 da Billboard.
A quarta canção escolhida para promoção do álbum, "Loyal", foi lançada em 17 de dezembro de 2013. Teve duas versões, intituladas "West Coast Version" e "East Coast Version", sendo a primeira com participação de Lil Wayne e Too Short e a segunda com Lil Wayne e French Montana. Alcançou a nona posição na parada padrão dos Estados Unidos e a décima da UK Singles Chart.
O quinto single do álbum foi a parceria entre Chris Brown e Usher. Lançada em junho de 2014, a faixa New Flame recebeu duas indicações ao Grammy e chegou ao numero 27 da Billboard Hot 100, além de liderar as paradas de R&B.

### Outras Músicas
A música, intitulada "Don't Be Gone Too Long", foi anunciada para lançamento em single para 25 de março de 2014, que em sua forma original contaria com os vocais de Ariana Grande. No entanto, devido aos problemas de Brown com a justiça e outros lançamentos de Grande, o lançamento foi cancelado, embora o videoclipe já tivesse sido filmado. 
A faixa-título "X" foi lançada como uma faixa de gratificação instantânea junto com a pré-encomenda do álbum no iTunes em 25 de agosto de 2014. Alcançou a posição 98 na Billboard Hot 100 dos EUA.
As faixas "Drunk Texting", com participação de Jhené Aiko, e "Autumn Levaes", com participação de Kendrick Lamar, conquistaram a certificação Ouro pela Recording Industry Association of America (RIAA). Um videoclipe de "Autumn Leaves" foi lançado em 2015. 

## Recepção e Crítica
| Críticas profissionais | Críticas profissionais |
| Pontuações agregadas   | Pontuações agregadas   |
| Fonte                  | Avaliação              |
| ---------------------- | ---------------------- |
| Metacritic             | 62/100                 |
| AOTY                   | 69/100                 |
| Avaliações da crítica  |                        |
| Fonte                  | Avaliação              |
| Allmusic               | [ 18 ]                 |
| The A.V. Club          | B-                     |
| Los Angeles Times      | 2.5 de 4 estrelas.     |
| Entertainment Weekly   | B                      |
| Rolling Stone          | [ 20 ]                 |
| Hip Hop DX             | [ 21 ]                 |
| XXL                    | 4/5 (XL)               |
| The Observer           | 3 de 5 estrelas.       |
| Billboard              | 82/100                 |

X recebeu críticas positivas dos críticos de música. No Metacritic que atribui uma classificação baseada em 100 comentários críticos o álbum recebeu uma avaliação de 63 que indica uma "avaliação favorável". O agregador AOTY, deu ao álbum uma nota média de 69/100, fazendo de X, o álbum mais bem avaliado de Brown até a data.
Marcus K. Dowling de HipHopDX declarou: "Deixando sua personalidade de lado, a habilidade de Chris Brown ter sucesso artisticamente em produzir sons em todos os três setores da Pop urbano torna este lançamento grande, ainda desarticulada de ouvir. De comercialmente dominante no R&B/Soul para cortes no coração e anseio nas faixas do estilo EDM, as tentativas de Brown em apelar para todos os cantos do espectro Pop urbano moderno são louváveis". Miranda Johnson da revista XXL disse, " X certamente prova que o talento de Chris Brown vai sempre brilhar sobre qualquer problema que venha ao seu caminho. Dito isso, mesmo que o produto final venha após uma série de problemas com a justiça, a mistura do álbum em gêneros, produtores e colaboradores com certeza será mais um álbum no topo das paradas de Breezy".
Evan Rytlewski do AV Clube declarou: "Correr por 21 faixas e 75 minutos em sua edição de luxo , X às vezes ameaça a ser muito grande e cansativo. Mas há material atraente o suficiente para suportar esse tempo de execução. Depois de um trecho conturbado que vimos o cantor encontrando novas maneiras de dentro para fora, Brown surgi com seu álbum mais forte até a data, e o primeiro desde a sua implosão em 2009, onde tolerando sua visão de mundo tóxico não é um pré-requisito para apreciá-lo ". DJ Booth elogiou as performances do cantor, afirmando: "Não há muitos cantores que tenham a habilidade vocal e o alcance de entrega para atravessar um cenário musical tão vasto, mas Brown faz tudo isso enquanto consegue manter uma coesão real em X de forma impressionante 

#### Comercial
X fez a sua estreia nas tabelas de sucesso pela Irish Albums Chart em território irlandês ao atingir o número 5.  Dois dias após na Holanda, ficou na primeira colocação da lista publicada pela MegaCharts. No Reino Unido, X estreou na quarta posição no chart geral e a primeira posição na tabela de álbuns de R&B.
Nos Estados Unidos, o conjunto de faixas estreou na segunda posição da Billboard 200 vendendo 160 mil cópias e se tornando o segundo álbum de Brown mais vendido no país, superando Fortune, e ficando atrás apenas de F.A.M.E. que em 2011 vendeu 270 mil cópias na primeira semana.

#### Posições
| Tabela (2014)                             | Melhor posição |
| ----------------------------------------- | -------------- |
| Bélgica - Belgian Albums Chart (Flanders) | 23             |
| Bélgica - Belgian Albums Chart (Wallonia) | 25             |
| Estados Unidos - Billboard 200            | 2              |
| Estados Unidos - Top R&B/Hip-Hop Albums   | 1              |
| Escócia - Scottish Albums Chart           | 8              |
| Irlanda - Irish Albums Chart              | 5              |
| Reino Unido - UK Albums Chart             | 4              |
| Reino Unido - UK R&B Albums Chart         | 1              |

### Lista de faixas
| X — Standard edition |                                                      | |                                                             |         |  |
| N.º                  | Título                                               | Compositor(es) | Produtor(es)                                                | Duração |  |
| 1.                   | "X"                                                  | Chris Brown Thomas Wesley Pentz Leon "Roccstar" Youngblood Dewain Whitmore, Jr. Amber "Sevyn" Streeter | Diplo                                                       | 4:20    |  |
| 2.                   | "Add Me In"                                          | C. Brown Nathan "Danja" Hills Marcella Araica Youngblood Eric Bellinger Nieman Johnson | Danja                                                       | 3:13    |  |
| 3.                   | "Loyal" (com participação de Lil Wayne & Tyga)       | C. Brown Nicholas Balding Mark Kragen Tyrone Griffin, Jr. Bobby Brackins Dwayne Carter Michael Ray Nguyen-Stevenson Steve Arrington Charles Carter Shawn Carter Jermaine Dupri Waung Hankerson Roger Parker | Nic Nac                                                     |         |  |
| 4.                   | "New Flame" (com participação de Usher & Rick Ross)  | C. Brown Usher Raymond William Leonard Roberts II Verse Simmonds | Count Justice                                               | 4:04    |  |
| 5.                   | "Songs On 12 Play" (com participação de Trey Songz)  | C. Brown Melvin Hough II Rivelino Raoul Wouter Simmonds Tremaine Neverson R. Kelly | Mel & Mus                                                   | 3:48    |  |
| 6.                   | "101 (Interlude)"                                    | C. Brown Kenneth Coby Scott Effman Lukas Nathanson | Ambiance Soundz                                             | 1:16    |  |
| 7.                   | "Drown In It" (com participação de R. Kelly)         | C. Brown R. Kelly | Dennis-Manuel Peters Daniel Coriglie Mario Bakovic R. Kelly | 3:42    |  |
| 8.                   | "Came To Do" (com participação de Akon)              | C. Brown Balding Kragen | Nic Nac                                                     | 3:48    |  |
| 9.                   | "Stereotype"                                         | C. Brown Youngblood Whitmore, Jr. Hills Aracia Bellinger Johnson | Danja                                                       | 3:51    |  |
| 10.                  | "Time For Love"                                      | C. Brown Jean Baptiste Ryan Buendia Michael McHenry Darius Harrison Lauren Christy | Jean-Baptiste                                               | 3:45    |  |
| 11.                  | "Lady In a Glass Dress (Interlude)"                  | C. Brown Darhyl "Hey DJ" Camper Samuel "Sam Hook" Jean | DJ Camper                                                   | 1:17    |  |
| 12.                  | "Autumn Leaves" (com participação de Kendrick Lamar) | C. Brown Youngblood Kendrick Lamar Pitts | Antoine "Bam" Macon                                         | 4:28    |  |
| 13.                  | "Do Better" (com participação de Brandy)             | C. Brown Brandy Rayana Norwood Glass John Brent Paschke | Glass John                                                  | 3:48    |  |
| 14.                  | "See You Around"                                     | C. Brown Jonathan Solone-Myvett | Anonymous                                                   | 3:42    |  |
| 15.                  | "Don’t Be Gone Too Long"                             | C. Brown McHenry Buendia Kyle M. Edwards Baptiste Cathy Dennis Scott Hoffman Clarence Coffee, Jr. | Baptiste Free School Babydaddy                              | 3:21    |  |
| 16.                  | "Body Shots"                                         | C. Brown Youngblood Simmonds Nicolò Arquilla Daniele Autore J. "Lonny" Bereal | Razihel                                                     | 3:42    |  |
| 17.                  | "Drunk Texting" (com participação de Jhené Aiko)     | C. Brown Simmonds Victoria McCants Tommy Brown Steven Franks | T. Brown Franks                                             | 3:47    |  |

| X — Deluxe edition (bonus tracks) |                                                       |                                                                                                   |                      |         |  |
| N.º                               | Título                                                | Compositor(es)                                                                                    | Produtor(es)         | Duração |  |
| 18.                               | "Lost In Ya Love"                                     | C. Brown Tranell Lamar Simms Sydne Renee' George                                                  | Tra Beats            | 3:49    |  |
| 19.                               | "Love More" (com participação de Nicki Minaj)         | C. Brown Darrell Eversley Howard Eversley Shaun Spearman Bellinger Simmonds Onika Tanya Maraj     | FRESHM3N III         | 3:09    |  |
| 20.                               | "Don't Think They Know" (com participação de Aaliyah) | Hough II Wouter Simmonds Benjamin Bush Jeffrey Walker Tim Kelley Bob Robinson Jonathan David Buck | Moe Faisal Mel & Mus | 3:57    |  |
| 21.                               | "Fine China"                                          | C. Brown Streeter Youngblood G'harah Degeddingseze Bellinger Pitts                                | Roccstar PK          | 3:33    |  |

| X — Japanese edition (bonus track) |             |                |              |         |  |
| N.º                                | Título      | Compositor(es) | Produtor(es) | Duração |  |
| 22.                                | "No Lights" |                |              |         |  |

### Histórico de lançamento
| País           | Data                   | Formato              | Gravadora   |
| -------------- | ---------------------- | -------------------- | ----------- |
| Alemanha       | 12 de setembro de 2014 | Download digital, CD | RCA Records |
| Países Baixos  | 12 de setembro de 2014 | Download digital, CD | RCA Records |
| Irlanda        | 12 de setembro de 2014 | Download digital, CD | RCA Records |
| Suíça          | 12 de setembro de 2014 | Download digital, CD | RCA Records |
| Reino Unido    | 15 de setembro de 2014 | Download digital, CD | RCA Records |
| França         | 15 de setembro de 2014 | Download digital, CD | RCA Records |
| Canadá         | 16 de setembro de 2014 | Download digital, CD | RCA Records |
| Brasil         | 16 de setembro de 2014 | Download digital, CD | RCA Records |
| Estados Unidos | 16 de setembro de 2014 | Download digital, CD | RCA Records |
| Portugal       | 16 de setembro de 2014 | Download digital, CD | RCA Records |
| Austrália      | 19 de setembro de 2014 | Download digital, CD | RCA Records |
| Nova Zelândia  | 19 de setembro de 2014 | Download digital, CD | RCA Records |

## Certificações
| Region | Certification | Certified units/Sales |
| --- | ------------- | --------------------- |
| South Africa (RISA) | Gold          | 20,000^               |
| United Kingdom (BPI) | Gold          | 100,000^              |
| United States (RIAA) | Platinum      | 1,500,000             |
| *sales figures based on certification alone ^shipments figures based on certification alone sales+streaming figures based on certification alone |               |                       |